# 鎖骨下静脈
ヒトにおいて鎖骨下静脈（英:subclavian veins）とは、左右両側にあって鎖骨の下、第1肋骨の上を通る比較的大きな静脈である。同名の鎖骨下動脈と伴走するが、この動脈が前斜角筋の後ろを通るのに対し、鎖骨下静脈は前斜角筋の前を通る。鎖骨下静脈と内頸静脈の合流地点（静脈角）には体内の大半のリンパ液が合流している。

## 走行
左右の鎖骨下静脈はともに腋窩静脈から連続してきており、第1肋骨の外側縁に始まり前斜角筋の内側縁に向かって走行する。そしてここで内頸静脈と合流し腕頭静脈となる。この合流地点のかどは静脈角と呼ばれている。

鎖骨下静脈は鎖骨下動脈に伴行するが、前斜角筋によって両者は隔てられており、静脈は前部に位置している。また、第1肋骨には前斜角筋停止部の隣で鎖骨下静脈が通るところに窪みがある。これは鎖骨下静脈溝と呼ばれる。
鎖骨下静脈は表皮に近く、屈曲が少ないため、静脈穿刺や高カロリー経静脈栄養、中心静脈圧測定のためのカテーテル挿入（中心静脈カテーテル）などに用いられている。

## リンパ系
リンパ系は静脈で回収しきれない組織液やリンパ球や腸で吸収した脂質などをリンパ液として集めるのであるが、その大部分は左右の鎖骨下静脈・内頸静脈で合流し、体循環に戻している。左右の下半身と左の上半身のリンパ液を集める胸管は左静脈角付近に合流し、右上半身のリンパ液を集める右リンパ本幹は右静脈角付近に合流する。

## 画像

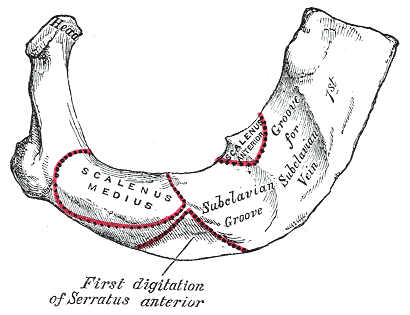
第1肋骨、鎖骨下静脈溝がみられる。
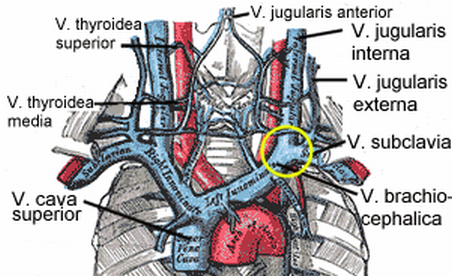
上大静脈と奇静脈などが集まっているところ。丸く囲んであるのが左静脈角である。
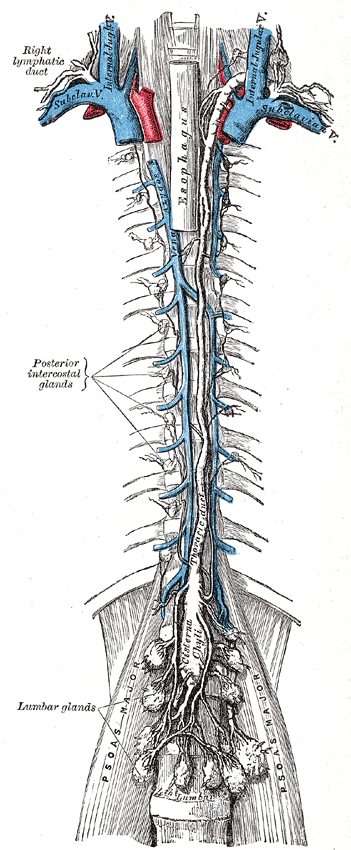
胸管と右リンパ本幹。白く描かれている。
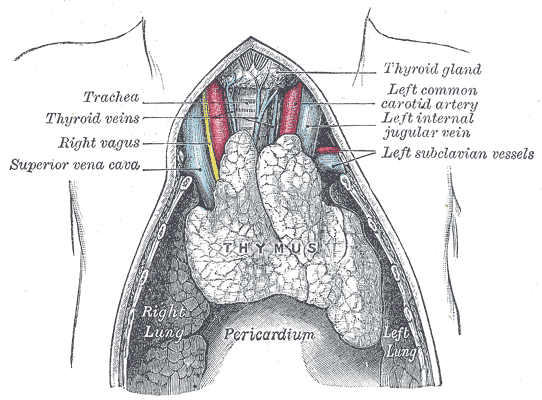
新生児の胸郭をあけて胸腺を出したところ。右端の方に左鎖骨下静脈が見える。